# Vuurtoren van Oostende (1949)
De Vuurtoren van Oostende, in de volksmond Lange Nelle genoemd, is de vuurtoren van de Belgische kuststad Oostende. Hij bevindt zich aan de oostzijde van de havengeul, waar hij de toegang tot de haven aangeeft. Samen met de torens van Nieuwpoort en Blankenberge is hij een van de drie nog werkende vuurtorens langs de Belgische kust.

## Benaming
De bijnaam van de Oostendse vuurtoren komt uit de plaatselijke streektaal. Het Oostends woordenboek omschrijft "nelle" als "nélle - z.n. (mv. néln), vklw. -tsje; v.: meisje met één of verscheidene verkeerde eigenschappen; vgl. dommenélle; frankenélle; pieternélle; stommenélle; vuulenélle."
In vorige edities plaatst Roland Desnerck bij "Lange Nélle" nog de bedenking: "is het Lange Nélle of Langen Élle?" waarbij het dus zowel een spotnaam voor een grote vrouw als een lengtemaat (el) kan zijn.

## Kenmerken en uitrusting

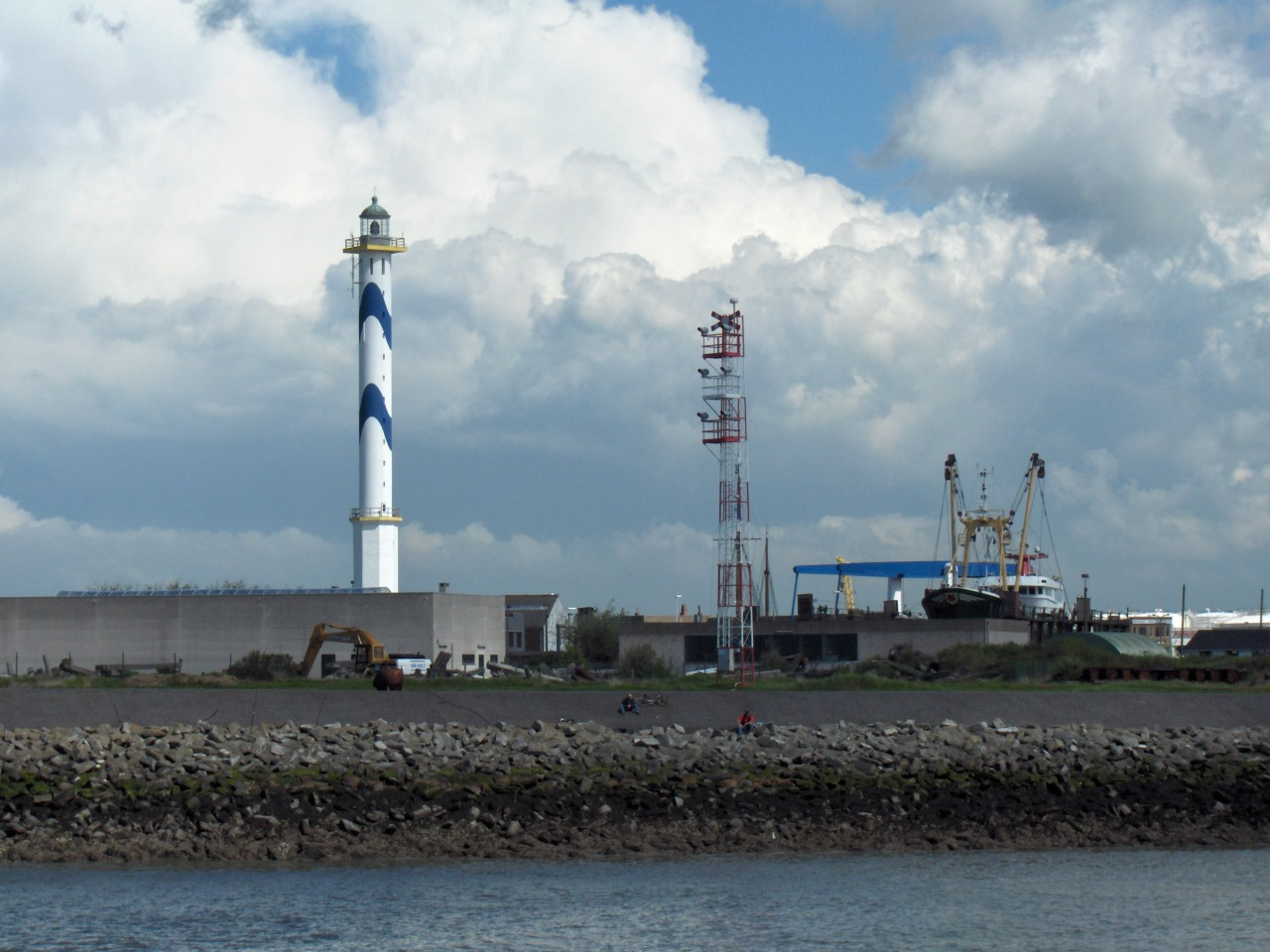
Lange Nelle en de toegang tot de Oostendse haven.

De toren heeft een hoogte van 57,5 meter en telt 324 treden. Hij bestaat uit een cilindrische betonnen constructie die op een achthoekige sokkel werd geplaatst. Onderaan de toren bevindt zich een kubusvormig dienstgebouw. In 1994 werd de toren gerestaureerd en voorzien van een wit-blauw golvenpatroon dat werd bedacht door Knokse kunstschilder Ignace Van Isacker. De lichtbron bevindt zich 65 meter boven het zeeniveau en bestaat uit een halogeenlamp met een vermogen van 3 000 W, een lichtstroom van 50 000 lumen en een lichtsterkte van 1 940 000 candela. Het licht wordt gebundeld door een systeem met fresnellenzen dat op een kwikbad roteert. Door deze optiek worden om de 10 seconden drie lange lichtflitsen gegenereerd. Bij optimale omstandigheden is het licht zichtbaar tot op een afstand van 27 zeemijl (50 km). De automatische installatie die het licht ontsteekt en dooft wordt gestuurd door een lichtsensor. Een reservelamp en een elektrische generator, aangedreven door een dieselmotor, zorgen ervoor dat de toren verlicht blijft in noodgevallen.

## Geschiedenis

### Vuurbakens
De eerste echte bakens die vanaf 1367 in de duinen en op staketsels werden opgericht bestonden uit houten constructies waarop een vuur werd gestookt. Ze werden geplaatst onder impuls van graaf Lodewijk van Male die hiermee inspeelde op het steeds toenemende scheepvaart voor de kust van Oostende.

### De Vlaggenstok

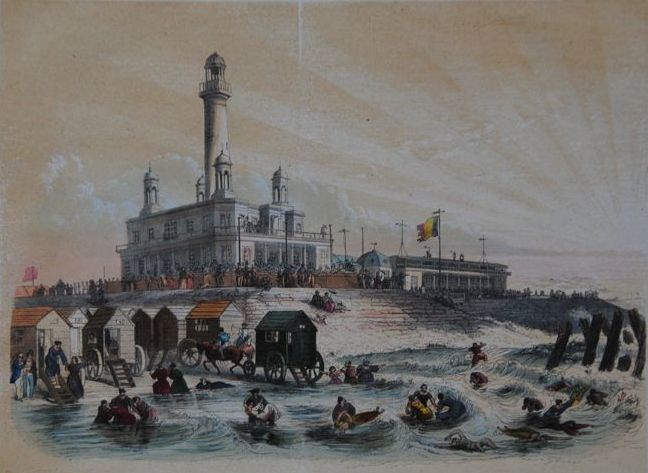
Strand van Oostende rond 1850 met de oude vuurtoren en errond de Cercle du Phare.

In 1771 werd een stenen cilindervormige vuurtoren opgetrokken op de plaats waar later vanaf 1953 het Nationaal Monument voor de Zeelieden zou worden opgericht. Deze toren kwam in de plaats van de onefficiënte vuurbakens. Op 15 oktober 1772 trad de toren voor het eerst in werking. De lichtbron bestond uit een vuur dat werd gestookt met steenkool. Vanaf 17 september 1776 werd de brandstof van de lichtbron vervangen door olie. Later werd de toren uitgerust met een fresnellens. De toren kreeg de bijnaam de Vlaggenstok omdat hij ook gebruikt werd als een signaalmast waarop vlaggen werden gehesen.
Als gevolg van het toenemende toerisme aan de Oostendse kust werd er rond de toren en paviljoentje opgetrokken met de naam Cercle du Phare. Bezoekers konden er gebruik maken van onder meer een café-restaurant, een danszaal, een rookzaal en enkele salons. Eind december 1860 werd het torenlicht uitgeschakeld, want door de toenemende bebouwing op de zeedijk kon het vanuit het westen niet meer waargenomen worden. De dienst van het loodswezen gebruikte de toren dan nog wel als uitkijkpunt en seininrichting. Het toeristisch paviljoentje werd in 1877 afgebroken bij gebrek aan publieke belangstelling. De toren werd uiteindelijk in 1944 gesloopt op last van de Duitse bezetter.

### De vuurtoren van 1860
In 1859 werd een nieuwe 60 meter hoge toren opgericht op de oostelijke havenoever. Het bouwwerk was afgewerkt in 1860. Het door lenzen gebundelde licht, dat zichtbaar was tot op een afstand van ongeveer 15 zeemijl (bijna 28 km) en 57 meter boven het hoogste waterniveau uitkwam, werd opgewekt door een petroleumlamp met vier wieken. Het lichthuis was bereikbaar via een wenteltrap met 273 treden.  De torenwachters verbleven 's nachts in een dienstruimte onder deze lantaarnkamer. 
De toren trad voor de eerste maal in werking op 12 januari 1860. In september 1915, tijdens de Eerste Wereldoorlog, werd de toren tijdens beschietingen door Engelse schepen door enkele schoten getroffen en herleid tot puin.

### Na de Eerste Wereldoorlog
Na de Eerste Wereldoorlog werd de eerste vuurtoren (de Vlaggenstok) tijdelijk opnieuw geactiveerd. Zijn functie werd in 1920 overgenomen door een voorlopige houten lichtopstand die opgesteld was op Fort Napoleon en uitgerust was met een elektrisch draailicht. Deze toren werkte nog tot 1926, waarna hij werd gedemonteerd.
Ondertussen werd, op de plaats van de vuurtoren uit 1860, een nieuwe constructie opgetrokken uit gewapend beton met een hoogte van 65 meter. Deze toren was voorzien van witte en rode banden zodat hij ook overdag als herkenningspunt kon dienen. In het lichthuis, dat bereikbaar was via een wenteltrap met 295 treden, bevond zich een roterend lenzenstelsel met zes panelen, dat het licht van een lamp met een sterkte van 4 800 candela concentreerde in een lichtbundel van 500 000 candela. Het lenzenstelsel werd aangedreven door een elektromotor. In de radiokamer was een radiobaken geïnstalleerd. De overige elektrische apparatuur was opgesteld in een ruimte in de granieten torenbasis.
In opdracht van de bezetter werd tijdens de Tweede Wereldoorlog de toren beschilderd met gele en groene camouflagekleuren en werd de aanwezige elektrische apparatuur vernietigd. Op 3 september 1944 blies het terugtrekkende Duitse leger de toren op.

### Na de Tweede Wereldoorlog
Een nieuw metalen baken verving voorlopig de in 1944 vernielde vuurtoren. Het licht op deze 30 meter hoge lichtopstand schitterde voor het eerst op 31 mei 1944. Eenendertig meter boven het zeeniveau was om de 10 seconden een groep van 3 flitsen zichtbaar. Het licht had een reikwijdte van 11 zeemijl (ongeveer 20 km).
De werken aan de huidige toren werden in mei 1947 gestart. Toen het bouwwerk in juli 1949 afgewerkt was, werd de lichtbron met bijhorende lenzenstelsel van de voorlopige toren in de nieuwe geïnstalleerd. Deze noodverlichting werd later gemoderniseerd zodat de reikwijdte verhoogd werd tot 21 zeemijl (39 km). In 1953 werd de acetyleenlamp vervangen door een elektrische. Het systeem met een dalend gewicht dat bij stroomuitval voor de rotatie zorgde werd vervangen door een elektromotor, maar bleef bewaard. Oorspronkelijk was de toren opengesteld voor toeristen, die via de wenteltrap met 324 treden toegang hadden tot de gaanderij rond het lichthuis.
Het toenmalige Ministerie van de Vlaamse Gemeenschap liet in september 1998 het aandrijfmechanisme van het roterende lenzensysteem moderniseren. Een nieuwe geïnstalleerde frequentieregelaar met bijhorend transmissiesysteem leverde een constante draaisnelheid voor het optisch gedeelte.

### 21e eeuw
De vuurtoren werd vanaf 29 oktober 2004 beschermd als monument. Op 5 oktober 2009 werd hij aangeduid als bouwkundig erfgoed.
Eind januari 2023 laaide een controverse op toen het Agentschap Maritieme Dienstverlening en Kust op verzoek van een bouwpromotor het vuurtorenlicht deels afschermde met folie, om lichtinval in de nieuwe torenflats van de wijk te vermijden. Na een storm van protest draaide minister Diependaele de beslissing terug.

## Vuurtorenwijk
Nabij de vuurtoren is de Vuurtorenwijk of Opex gelegen. Deze wijk is ontstaan toen de Stad Oostende in 1912 besliste om een nieuw havencomplex aan te leggen aan de oostzijde van de havengeul. Naast industriebouw, zoals een vismijn en stapelhuizen, was er ook een nieuwe woonwijk voorzien.
In 1924 wees Oostende de verdere uitwerking van dit project toe aan de maatschappij Société Anonyme Ostende-Phare et Extensions. OPEX zorgde onder meer voor de verkoop van bouwgronden en het uitvoeren van infrastructuurwerken.

## Gidsenkring Lange Nelle
De Oostendse gidsenkring heeft zich, geïnspireerd door de bijnaam van de vuurtoren, Lange Nelle genoemd.